# خوسيه دوس سانتوس لوبيز
خوسيه دوس سانتوس لوبيز (بالبرتغالية: José dos Santos Lopes‏) (مواليد 25 فبراير 1911) هو لاعب كرة قدم. يلعب مع منتخب البرازيل لكرة القدم. سبق له أن لعب في كأس العالم لكرة القدم مع منتخب بلاده.

## روابط خارجية
- خوسيه دوس سانتوس لوبيز على موقع الاتحاد الدولي (مؤرشف)  (الإنجليزية)
- خوسيه دوس سانتوس لوبيز على موقع قاعدة بيانات كرة القدم.إي يو (الإنجليزية)
- خوسيه دوس سانتوس لوبيز على موقع ناشيونال فوتبول تيمز (الإنجليزية)
- خوسيه دوس سانتوس لوبيز على موقع Soccerway.com (الإنجليزية)
- خوسيه دوس سانتوس لوبيز على موقع عالم كرة القدم.نت (الإنجليزية)